# Fredrik Nordström
Björn Tom Fredrik Nordström, född 5 januari 1967 i Göteborg, är en svensk musikproducent och gitarrist i heavy metal-bandet Dream Evil. Han driver inspelningsstudion Studio Fredman.
Som producent har Nordström arbetat med flera av Sveriges ledande metalgrupper, däribland Adept, At the Gates, Arch Enemy, Dark Tranquillity, Hammerfall, In Flames, Soilwork och Opeth, men även med utländska band som bland annat Bring Me the Horizon, Dimmu Borgir, Pagan's Mind, Coilbox, Powerwolf, Firewind, Norther.